# Arisaema
Genre
Classification phylogénétique
Les Arisèmes (Arisaema) forment un genre de la famille des Araceae. Ce genre comporte environ 170 espèces de plantes géophytes, principalement réparties en Asie mais aussi en Afrique orientale et Amérique du nord.
Les fleurs se caractérisent par une spathe, le plus souvent effilée, de couleur soit verte, blanche, jaune, rose, ou noire renfermant, plus ou moins, un spadice cylindrique pouvant être bisexué ou unisexué.
Leur pseudotige – en réalité les gaines des feuilles – est souvent tachetée de pourpre.

## Les espèces

### Les espèces américaines
- Arisaema triphyllum (L.) Schott est une plante des forêts fraîches de l’est des États-Unis et du Canada. Sa spathe possède souvent des lignes longitudinales brunes. Comme chez les Arum, la partie inférieure de la spathe entoure les fleurs. La partie stérile du spadice, en forme de massue, est recouverte par la partie supérieure de la spathe qui est en forme d’auvent. L’inflorescence ressemble ainsi quelque peu à un prédicateur dans sa chaire de vérité ; d’où les noms vernaculaires québécois « petit prêcheur » et américain Jack-in-the-pulpit. Cette espèce, qui possède des feuilles à trois grandes folioles, peut atteindre 60 cm, mais reste en général nettement plus petite.
- Arisaema dracontium (L.) Schott - en québécois « petit dragon » et en américain green dragon - pousse dans les mêmes régions, mais est nettement moins répandu. Sa petite spathe verte est largement dépassée par la longue et étroite partie stérile du spadice. Les belles feuilles digitées, qui possèdent un plus grand nombre de folioles, ressemblent en plus petit à celles de l’arum serpentaire (Dracunculus vulgaris).

### Quelques espèces asiatiques
- Arisaema candidissimum W. Smith, de l’ouest et du sud-ouest de la Chine, est parfumé. Cette espèce possède également des feuilles trifoliées. La partie inférieure de sa spathe est verte avec des stries blanches. La partie supérieure est rosée et entoure un spadice étroit blanchâtre.

- Arisaema consanguineum (L.) Schott, originaire de Chine continentale, a une spathe striée de brun qui présente une longue pointe recourbée et des feuilles digitées à nombreuses folioles à longues pointes effilées.

- Arisaema costatum (Wallich) Mart., de l’Himalaya, a des feuilles trifoliées et un spadice qui se prolonge en une très longue pointe effilée qui traîne dans l’humus, où il attire les insectes pollinisateurs.

- Arisaema elephas Buchet, de l’ouest de la Chine, est une des espèces asiatiques les plus rustiques. Les feuilles ressemblent à celles du ‘petit prêcheur’. La spathe violet foncé possède des lignes blanches. Le long spadice est recourbé en forme de trompe d’éléphant. Sa pointe atteint ainsi le niveau du sol, où elle attire les insectes pollinisateurs.

- Arisaema griffithii Schott, de l’Himalaya, a une spathe à larges « joues » brun pourpré avec un fin motif blanchâtre. Cette espèce est appelée cobra lily, par la ressemblance que présente son inflorescence avec la tête menaçante d’un cobra.

- Arisaema heterophyllum Blume a un long spadice dressé et des feuilles digitées à nombreuses folioles étroites et acuminées

- Arisaema japonicum Blume a une spathe brunâtre striée en auvent qui recouvre un court spadice blanc en forme de massue et des feuilles à 5 folioles

- Arisaema kiushianum Makino, originaire du Japon, a un spadice qui se prolonge en une longue pointe redressée.

- Arisaema sikokianum Franchet & Sav., originaire du Japon, a des feuilles à trois ou cinq grandes folioles. La spathe brun pourpré striée de lignes blanches possède une pointe effilée dressée. A la face interne son cœur est blanc et entoure un spadice court en forme de massue d’un blanc pur.

- Arisaema speciosum (Wallich) Mart., de l’Himalaya, a des feuilles trifoliées et un spadice qui se prolonge en une très longue pointe effilée qui traîne dans l’humus. La spathe est d’un brun rouge chaud avec des stries plus claires.

- Arisaema taiwanense Murata, de Taiwan, a une spathe striée de brun qui présente une longue pointe recourbée et des feuilles digitées à nombreuses folioles à longues pointes effilées.

- Arisaema thunbergii Blume, originaire du Japon, a un spadice qui se prolonge en une longue pointe redressée

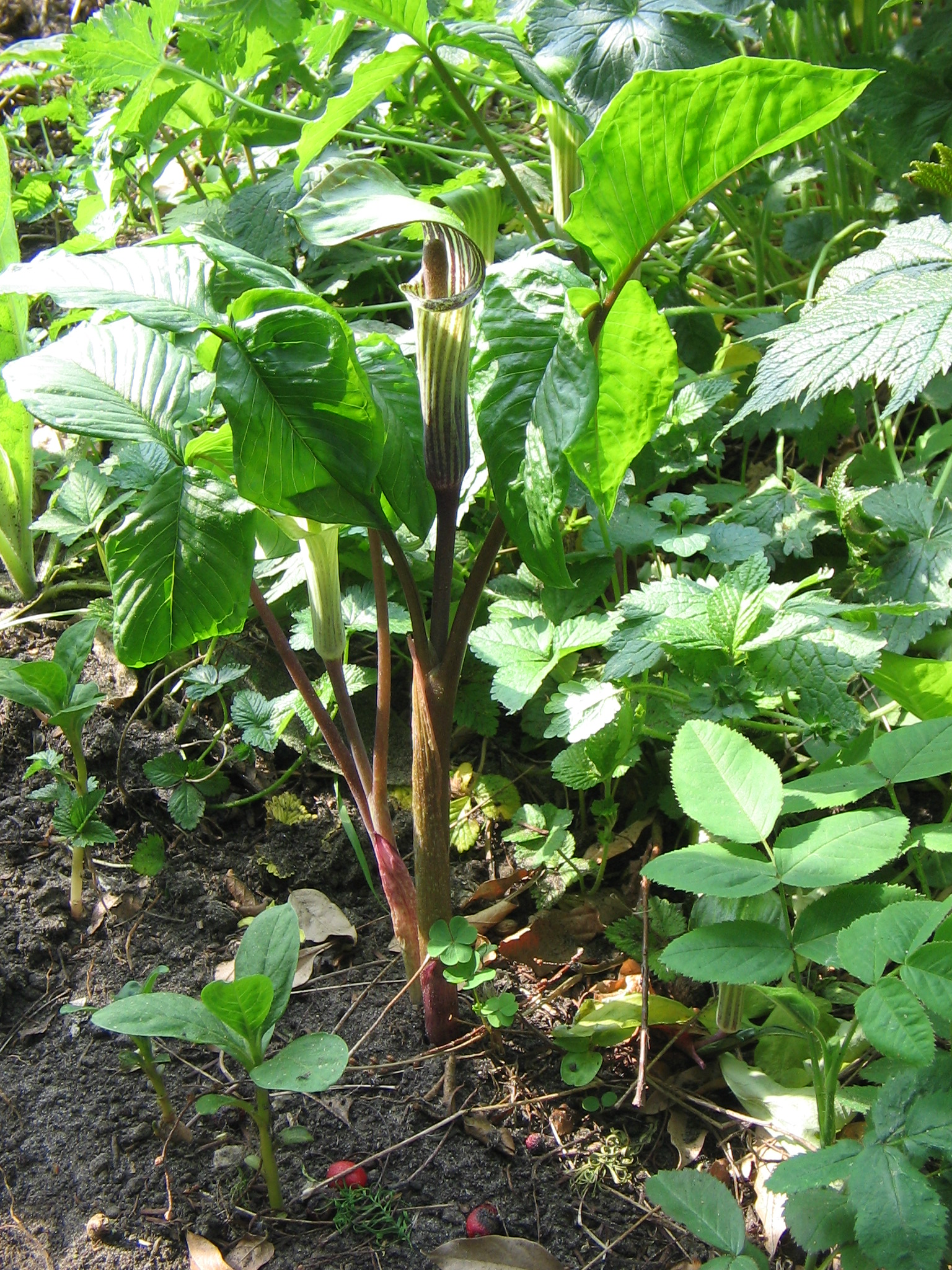
Arisaema triphyllum dans un jardin européen

- Arisaema tortuosum (Wallich) Schott, originaire de l'Himalaya, a un spadice qui se prolonge en une longue pointe redressée.

## Culture
Les arisèmes ne sont peut-être pas très faciles à cultiver, mais leur beauté vaut certainement la peine d’essayer. Les tubercules doivent être plantés entre 10 et 15 cm de profondeur dans un sol humifère, qui ne se dessèche pas en été, en situation semi-ombragée.
Les deux espèces originaires d’Amérique du Nord, Arisaema triphyllum et Arisaema dracontium, sont les plus rustiques.
Les espèces semi-rustiques, comme Arisaema candidissimum et Arisaema sikokianum, doivent être protégées du gel intense par un paillage.
Les espèces moins rustiques doivent passer l’hiver en serre froide.